# 巴甫利夫卡 (博爾赫拉德區)
45°57′56″N 29°29′14″E / 45.96556°N 29.48722°E
巴甫利夫卡（烏克蘭語：Павлівка）是位於烏克蘭西南部的村莊，由敖德萨州博爾赫拉德區的巴甫利夫卡市鎮負責管轄，並為該市鎮的行政中心。該村始建於1821年，面積2.51平方公里，海拔高度13米，2001年人口2,556，人口密度每平方公里1,018.33人。